# Парадокс планктону

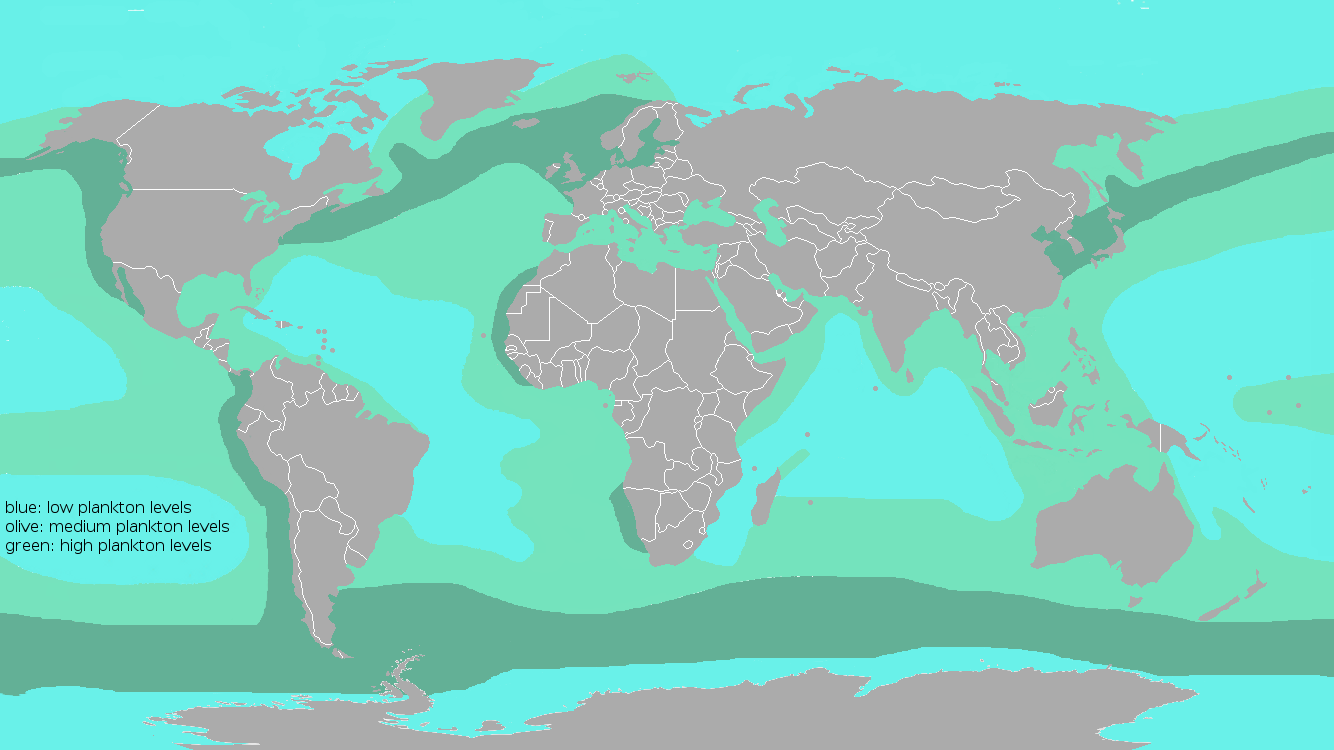
Світове поширення планктону

Планктонний парадокс — відсутність конкурентного виключення домінуючих видів у фітопланктоні, відтворення якого відбувається за кілька днів або навіть годин; розбіжність місць харчування, що виключає конкуренцію. За Дж. Хатчинсоном (1961), кожна водорость — центр виснаження біогенних елементів, що зменшується до периферії. На цій основі автор показав, що чим коротший життєвий цикл особин домінуючого виду, тим менше можна застосовувати до нього принцип конкурентного виключення. У гідробіології парадокс планктона так названо ситуацію, коли обмежене коло ресурсів (світла, поживних речовин) підтримує дуже широкий спектр планктонних організмів. Парадокс пов'язаний з результатом дії принципу конкурентного виключення (іноді званого законом Гаузе), яка передбачає, що, коли два види конкурують за один і той же ресурс, зрештою, тільки один зберігатиметься, а інший буде на грані вимирання. Велика розмаїтість фітопланктону на всіх філогенетичних рівнях суперечить обмеженому колу ресурсів, за які планктонні організми конкурують один з одним (наприклад, світло, нітрати, фосфати, кремнієва кислота, залізо тощо).
Згідно з цим принципом, кількість видів, що стійко співіснують, не може перевищувати числа факторів, що обмежують зростання їхніх популяцій. Але в поверхневому шарі водної товщі озер, де вистачає тепла і світла, нерідко живуть разом десятки видів водоростей і ціанобактерій, що конкурують за вкрай обмежений набір ресурсів — світло і кілька елементів мінерального живлення. До того ж оскільки вода в поверхневому шарі інтенсивно перемішується, організми різних видів, що мешкають у ньому, не можуть розійтися в просторі, зайнявши, наприклад, різні глибини, як це нерідко буває у водній товщі, якщо вона стратифікована і нерухома.
У 1961 р. один з номерів журналу «American Naturalist» відкрився статтею з інтригуючим заголовком «Планктонний парадокс». Її автор — відомий американський еколог Дж. Е. Хатчинсон назвав парадоксальною ситуацію, що складається в планктонних угрупованнях, оскільки вона суперечить принципу конкурентного виключення. Г. Хатчинсоном припустив, що цей парадокс може бути пояснений такими факторами, як вертикальні градієнти світла або турбулентності, симбіозом або коменсалізмом, наявністю диференціальних хижаків, або постійно мінливими умовами навколишнього середовища. Пізніші роботи припускають, що парадокс може бути зумовлений такими факторами, як: розмірно-залежним виїданням; просторово-часовою неоднорідністю; коливаннями екологічних умов. В цілому, деякі дослідники вважають, що екологічні та середовищні фактори постійно взаємодіють таким чином, що планктонні біоценози ніколи не досягають рівноваги, яка б сприяла успіху будь-якого одного виду.
Принцип конкурентного виключення, що порушується «планктонним парадоксом», відомий в літературі також як принцип Вольтерри-Гаузе.
Відтоді, як «парадокс» був сформульований, не припиняються спроби знайти йому пояснення і таким чином примирити спостережувану реальність з теорією. Нещодавно свою лепту в цю справу вніс Мааке Стомп з відділу водної мікробіології Амстердамського університету (Нідерланди) і кілька його колег з інших наукових установ Нідерландів. Ці дослідники виділили з фітопланктону Балтійського моря два штами дрібних (що не перевищують у діаметрі кілька мікронів) ціанобактерій з групи Synechococcus. Один з них (BS4) — синьо-зеленого кольору, містив пігмент фікоціанін, а інший (BS5) був червоного кольору, оскільки містив пігмент фікоеритрин. У першого штаму максимум поглинання світла відзначений в червоно-помаранчевій області (620–630 нм), а у другого — в зелено-жовтій (560–570 нм). Крім того, обидва штами демонстрували піки поглинання в блакитній і червоній частинах спектру, оскільки обидва містили звичайний пігмент хлорофіл «а».
У дослідах, проведених у хемостаті із сумішшю двох культивованих штамів, було показано, що результат конкуренції визначається спектральним складом використовуваного світла. При висвітленні червоним світлом яскраво виражену конкурентну перевагу мав штам з фікоціаніном (BS4), а при освітленні зеленим світлом — штам з фікоеритрином (BS5). Якщо ж використовувалося біле світло, обидва види співіснували, причому приблизно з однаковими щільностями.
Крім того, автори провели досліди з нитчастою ціанобактерією Tolypothrix tenuis, яка відома тим, що може адаптуватися до різного складу світла, змінюючи співвідношення фікоціаніну і фікоеритрину. При спільному культивуванні в умовах білого світла зі штамом BS4 (для якого, нагадаємо, характерний фікоціанін) Tolypothrix утворював переважно фікоеритрин, і таким чином благополучно співіснував з конкурентом, займаючи іншу нішу світлового спектра. При культивуванні разом з BS5 (для якого характерний фікоціанін) Tolypothrix утворював більше фікоціаніну і також співіснував з конкурентом, хоча в цьому випадку чисельність Tolypothrix трималася на дуже низькому рівні. Таким чином, дивергенція по фітопігментах, що дозволяє конкурентам використовувати різні ділянки світлового спектра, безумовно, може розглядатися як один зі способів вирішення планктонного парадокса.

## Ресурси Інтернету
- The Paradox of the Plankton
- Гиляров А. М. Виды сосуществуют в одной экологической нише. web.archive.org. 6 жовтня 2013. Процитовано 24 липня 2023.